# Сименс, Карл Вильгельм
Карл Вильгельм Сименс (4 апреля 1823 года — 19 ноября 1883 года) — немецкий и британский инженер-механик, изобретатель и промышленник.
Карлу Сименсу принадлежит ряд изобретений, как то: регенеративного конденсатора для предварительного нагревания воды, употребляемой в пищу (1850 год), водомера (1851 год), пирометра (1860 год), гидравлического компрессора для уменьшения отката артиллерийских орудий (1867 год) и прочего. Член Лондонского королевского общества (1862).

## Биография
Родился в деревне Ленте, в настоящие дни часть Гердена, Ганновер, Германия, где его отец, Кристьян Фердинанд Сименс (31 июля 1787 — 16 января 1840), был землевладельцем, сдававшим имения в аренду. Мать — Элеонора Дейхман (1792 — 8 июля 1839). Вильгельм был четвёртым сыном (из четырнадцати) в семье. Он был братом Вернера фон Сименса и Карла Генриха фон Сименса.
23 июля 1859 года, Сименс женился на Энн Гордон, младшей дочери писателя мистера Иосифа Гордона и брата профессора инженерии Университета Глазго Льюиса Гордона. Вильгельм говорил что 19 марта этого года, он дал клятву на верность двум дамам в один день — Королеве и своей возлюбленной. За несколько месяцев до своей смерти он был посвящён в рыцари. Вильям скончался в понедельник 19 ноября 1883 года вечером в девять часов, и был погребён через неделю — 26 ноября на кладбище Кенсал Грин.
Сименс обучался на инженера-механика. Создавая свои изобретения, Сименс опирался на уже существующие знания о тепле и электричестве, именно таким образом он создал первый электрический термометр. Созданный им электрический пирометр, первое изобретение Вильгельма Сименса, связывал две области в которых он вёл исследования — металлургическую и электрическую.
Однако самым известным, самым важным изобретением и великим достижением его жизни было создание регенеративной печи. Это изобретение привело в дальнейшем к созданию мартеновской печи.
Воодушевлённый идеей поиска неограниченных источников энергии, он предлагает гипотезу о том, что Солнце выделяет тепло путём циркуляции топлива в космосе, позже перепечатывает книгу «В защиту солнечной энергии», вызвавшую споры в научных кругах.

## Награды
- Бейкеровская лекция (1871)
- Медаль Альберта (Королевское общество искусств) (1874)